# IY Водолея
IY Водолея (лат. IY Aquarii), HD 203540 — одиночная переменная звезда в созвездии Водолея на расстоянии приблизительно 1475 световых лет (около 452 парсеков) от Солнца. Видимая звёздная величина звезды — от +7,86m до +7,67m.

## Характеристики
IY Водолея — красный гигант, пульсирующая медленная неправильная переменная звезда (LB) спектрального класса M0 или M3III. Эффективная температура — около 3480 К.